# Спекулятивна угода

## Спекулятивна угода

### 1.Поняття спекулятивних угод, та їх сутність.
Спекулятивна угода є біржовою операцією, яка укладається з метою отримання прибутку, в умовах коливання цін.  Далі спекулятивний прибуток отримують із різниці між ціною біржового контракту в день укладення і у день його виконання.
Спекулянти - найактивніші учасники міжнародного ринку фінансів. Фінансові спекулятивні операції мають важливе значення, не тільки з швидкого отримання прибутку, а й з прискорення руху капіталу, розширення фінансового ринку, вирівнювання ціни грошей на різних секторах його.
Механізм спекулятивних операцій починає діяти з моменту порушення цього співвідношення до моменту відновлення його рівноваги.
Такі спекулятивні операції здійснюються за двох ситуацій:
1. Беквордейшн - це ситуація, за якої ціни на реальний товар вищі котирувань за ф'ючерсними угодами, а ціни на товар з найближчими строками поставки вищі цін віддалених позицій.
2. Контанго - ситуація, при якій ціни на товар нижчі рівня котируваня, за ф'ючерсними контрактами. Але це вигідно при умові, коли різниця у цінах буде значно вищою, складських та транспортних витрат.

#### 2. Види спекулятивних угод.
- Коли спекулянти скуповують біржові контракти з метою їх наступного продажу, за більш високою ціною. Ця операція має назву гра на підвищення цін. Продаж раніше купленого контракту при спекуляції на підвищення цін називають ліквідацією.
- Гра на зниження цін. Це коли спекулянти продають біржові контракти з метою подальшого їх відкупу за зниженими цінами.
- Спекуляція на співвідношенні цін одного і того ж товару, або взяємопов'язаних товарів. У цьому виді спекуляції найбільш відомою є операція типу спред (спрединг або спредл). Вона полягає в одночасній купівлі і продажу ф'ючерсних контрактів з різними термінами поставки з метою отримання комерційної вигоди від різниці котируванні цін цих позицій.

##### 3. Спекулянти
Спекулянт називається трейдером. 
Трейдер це - фізична або юридична особа, що має право укладати угоди на біржі.
Спекулянти також називаються учасники ринку, які здійснюють купівлю(продаж) з тим, що у майбутньому купити або продати той самий товар, щоб отримати дохід. Вони свідомо ризикують, маючи на руках лише активи (товар), або зобов'язання (цінні папери) і очікуючи що на момент завершення контракту ситуація складеться на їхню користь. Отже спекулянти купують певний вид товару, не тому що він їм потрібен, а тому що сподіваються отримати дохід, шляхом реалізації ризику.
Види груп спекулянтів:
- Скалпери (scalpers) - вони вивчають найбільш незначні коливання цін і ліквідують контракти через кілька хвилин або годин, після їх придбання, тим самим забезпечуючи ліквідність ринку.
- Друга група - це позишн трейдери (position traders), або фло-трейдери (floor traders), які вкладають гроші у спекулятивні операції на порівняно тривалий період часу (дні, тижні, місяці). Ця група спекулянтів сприяє переходу капіталу з одного ринку на інший і визначає рівень спекулятивної активності на товарних біржах.

###### 4. Література
- http://zakon2.rada.gov.ua/laws/show/1956-12 [Архівовано 1 грудня 2016 у Wayback Machine.]
- Биржевая деятельность / Под ред. А.Г.Грязновой, П.В. Корнеевой, В.А.Галанова.- М.: Финансы и статистика, 1995. – 239 с.